# Навечерие на Втората световна война в Европа
Събитията, предхождащи Втората световна война в Европа са тясно свързани с разпространението на фашизма, нацизма и комунизма, най-вече в Нацистка Германия (нацизъм) и в Съветския съюз (комунизъм).

## Последиците на Първата световна война
Причините за обявяването на Втората световна война може би се коренят най-вече в последиците на Първата световна война. В нея Германската империя заедно със своите съюзници е победена от Антантата - Великобритания, Франция и САЩ.
Победителите обвиняват Германия за войната, защото тя атакува Франция през Белгия. Франция, която губи Френско-пруската война през 1871 г., настоява за компенсация заради икономическото си разорение през Първата световна война, което гарантира, че различните мирни договори и най-вече Версайския договор, налагат тежки военни репарации и ограничения за Германия. Британската морска блокада на Германия не се вдига до подписването на мирния договор през края на юни 1919 г.

## Нацистка Германия
Националсоциалистическа германска работническа партия, водена от Адолф Хитлер обвинява за разорението на немската икономика Версайския договор, грешките на демокрацията и мита за забития в гърба нож. В Германия хората смятат годините на автократично управление преди войната за по-добри от демократичните години след нея. Ситуацията допълнително се влошава и от настъпилата световна икономическа депресия.
Всички тези причини водят до преврат в политическия живот на Германия. След избори Адолф Хитлер е назначен за Райхсканцлер (Reichskanzler) на 30 януари 1933 г. от президента Хинденбург, а след неговата смърт на 2 август 1934 г. с референдум Хитлер приема президентските пълномощия и става „Фюрер“ и „Райхсканцлер“, с което става Върховен главокомандващ. След победата на работническата партия, Хитлер умело започва да премахва опозицията и за кратко време става едноличен лидер на Германия, което повлиява на външната политика на страната — една от причините за избухването на Втората световна война.

## Италия
Италианската икономика също спада след поражението през Първата световна война. Невъзможността на правителството да спаси Италия от тази депресия води до правителствени избори. Следващите правителства също не са в състояние да предотвратят икономическата криза, затова крал Виктор Емануил III дава възможност на Бенито Мусолини да състави правителство на 29 октомври 1922 г. След няколко години Мусолини се превръща в лидер на фашизма в Италия. Фашистите управляват военизирано крило, което се сражава с анархисти, комунисти и социалисти.
През следващите няколко години, Мусолини увеличава властта си Италия се превръща в полицейска държава. На 7 януари 1937 г. заедно с френския външен министър Пиер Лавал подписват Френско-италианското споразумение, което му развързва ръцете в Абисинската криза в Етиопия в замяна на съюз срещу Хитлер. След това той изпраща големи армии в Еритрея и Италианска Сомалия, две италиански колонии, които граничат с Етиопия. Великобритания се опитва да уреди мир, но Мусолини е насочен към завоевание. Британия налага оръжейно ембарго на Италия и Етиопия. Тя също изтегля корабите си от Средиземно море, което дава безпрепятствен достъп на Мусолини до Етиопия. Започва Втората италианско-етиопска война.
Скоро след като Италия превзема Етиопия, избухва Испанската гражданска война, в която Мусолини подпомага Бунтовническата фракция на Франко с оръжия и друга помощ.
През 1939 г. Италия атакува Албания. След кратка война Албания е победена и сключва лична уния с Италия.

## Гражданската война в Испания
Гражданската война в Испания (1936-1939) е „опитно поле“ за участниците във войната. Въпреки че много страни отказват да се включат във войната, испанските националисти, подкрепяни от военна техника и специалисти от Германия и Италия и доброволци от Португалия, Ирландия и Франция се сражават срещу войската на Испанската република и интернационални бригади, подкрепяни и въоръжени със самолети и въоръжение от СССР. По време на тази гражданска война и двете противостоящи страни тестват различни тактики и различни видове оръжия, с които смятат да се включат в една евентуална бъдеща война.

## Немската експанзия
След като е постигната политическа консолидация в Германия (Глайхшалтунг), Хитлер насочва вниманието си към външната политика. На 16 март 1935 г. Хитлер игнорира Версайския договор и започва да прави планове за бъдещата инвазия. Въпреки че договора ограничава Райхсвера до 100 000 души с малко на брой оръжия, Хитлер заповядва въоръжаването на армията и връща военната повинност.
Тези стъпки не докарват до нещо повече от официален протест от Великобритания и Франция, които се интересуват повече от икономическите клаузи на договора отколкото военните. Много британци смятат че ограниченията наложени на Германия от Версайския договор са твърде строги, и че целта на Хитлер е просто да отмени екстремностите на договора. Германия и Великобритания подписват военноморско споразумение, което позволява на Германия да изгради флот с размер една трета от Кралските военноморски сили.
Хитлер премества войски в демилитаризираната Рейнска област на 7 март 1936 г. Както по-рано тази стъпка на Хитлер е посрещната с бездействие, въпреки предложението на Полша да се постави Френско-полския съюз в действие.

### Австрия
Първата придобивка на Германия, без използването на сила е Австрия. Австрия доброволно се присъединява към Нацистка Германия и приема нацисткият режим. Това събитие се контрастира от изключването на Австрия от Германия при създаването на Имперска Германия през 1871 г.

### Чехословакия
След като вече Австрия е в пределите на Германия, Хитлер се насочва към немскоговорещото население на Судетската област в Чехословакия. Чехословакия има голяма и модерна армия, подкрепена от огромна оръжейна индустрия, и военни съюзи с Франция и СССР. Тя също има неофициални връзки с Великобритания, които се дължат най-вече на факта, че Великобритания е във военен съюз с Франция. Въпреки това Хитлер, окуражен от факта, че големите европейски сили не желаят да спрат нарушаването на мирните договори, решава да рискува война. Той смята, че Франция ще отстъпи и няма да изпълни задълженията си към Чехословакия. Първата му заповед е да се превземе Судетската област. Тази област е 1/3 от Бохемия (западна Чехословакия) и се смята за жизненоважна територия за съществуването на Чехословакия. С Австрия станала част от Германия, тази част от Чехословакия, екипирана със защитна система по-голяма от линията „Мажино“, е почти напълно обкръжена от Германия.
След продължителни преговори и заплахи за война от страна на Хитлер, британския министър-председател Невил Чембърлейн и фреските лидери опитват да успокоят Хитлер. Чрез Мюнхенското споразумение от 30 септември 1938 г., големите европейски сили позволяват на немските войници да окупират Судетската област. Чехословакия мобилизира над един милион души и е готова да се бие за независимостта си, но не е допусната до конференцията. Когато британските и френските преговарящи информират чехословашките представители за споразумението и затова, че ако Чехословакия не го приеме, ще се счита, че тя е започнала войната, президентът Едуард Бенеш подава оставката си. Немските войски навлизат безпрепятствено в Судетската област, посрещнати от местното немско население. Скоро след това полски и унгарски войски също окупират части от Чехословакия.
Хитлер продължава натиска си над чешкото правителство. На 14 март Словакия обявява своята независимост под Йозеф Тисо, което е признато от Франция, Великобритания и други велики сили. На следващия ден Емил Хаха приема немската окупация на останалите чешки земи. От пражкия дворец Хитлер обявява Протекторат Бохемия и Моравия

### Мемелска област
Скоро след това, Мемелската област, която е отделена от Германия през 1920 г. и анексирана от Литва през 1923 г., е върната на Германия чрез Германско-литовски договор подписан на 23 март 1939 г.

### Икономическа експанзия на Третия райх
Подготовки за Втората световна война са направени и в икономическата сфера, като немското правителство притиска по-слабите държави за предоставят своите икономики на разположение на немската военна машина. Пример за това е Немско-румънското икономическо споразумение от 23 март 1939 г.